# Belar
Pogostost priimka Belar je po podatkih Statističnega urada Republike Slovenije na dan 1. januarja 2010 manjša kot 5 oseb.

## Znani slovenski nosilci priimka
- Albin Belar (1864—1939), seizmolog
- Leopold Belar (1828—1899), skladatelj

## Znani tuji nosilci priimka
- Herbert Belar, izumitelj sintetizatorja